# デ・ロイテル (小惑星)
デ・ロイテル (12150 De Ruyter) は、小惑星帯の小惑星。パロマー天文台のトム・ゲーレルスとライデン天文台のファン・ハウテン夫妻が発見した。
17世紀の英蘭戦争で海軍提督として活躍したオランダの海軍提督、ミヒール・デ・ロイテルから命名された。